# Bubach an der Naab
Bubach an der Naab ist ein Dorf mit ungefähr 630 Einwohnern im Regierungsbezirk Oberpfalz in Bayern. Es ist ein Ortsteil der Stadt Schwandorf im selbigen Landkreis. 

## Geschichte
Die Ortschaft Bubach findet erstmals im Jahr 864 Erwähnung.  Seit 1818 bis zur Gemeindegebietsreform 1978 bildete Bubach mit den Teilorten
- Bubach a.d.Naab
- Auhof
- Doblergut
- Kreuzbügerl
- Strengleiten
- Waltenhof

eine eigenständige Gemeinde und wurde dann nach Schwandorf eingemeindet.

## Nachweise
1. ↑  Regionaler Nahverkehrsplan Regensburg. (PDF) S. 125, abgerufen am 17. August 2022.
2. ↑  Geschichte von Bubach. Archiviert vom Original (nicht mehr online verfügbar) am 19. März 2018; abgerufen am 19. März 2018 (deutsch).